# Antonio Palumbo (doppiatore)
Antonio Palumbo (Pompei, 19 giugno 1964) è un doppiatore, dialoghista e direttore del doppiaggio italiano.

## Biografia
In teatro ha interpretato Il duello di Von Kleist, Jeffrey di Paul Rudnick, Antigone e Edipo re di Sofocle, Il postino suona sempre due volte di James M. Cain, Bird è vivo di Massimo Vincenzi, Carte in tavola di Agatha Christie ed altre varie opere. Per il cinema e la televisione ha preso parte a La squadra, Codice rosso, Distretto di Polizia, Nati ieri, Cuore contro cuore, Cardiofitness, Questa notte è ancora nostra. Come attore è apparso anche in L'ultima volta insieme nel 1981, diretto da Ninì Grassia.
Ha doppiato film come Mission to Mars, The Good Shepherd, Carlito's Way - Scalata al potere e molti altri. Tra i ruoli più importanti in serie televisive Sayid Jarrah in Lost e Brian Moser in Dexter. Dal 1992 è il doppiatore di Goemon Ishikawa XIII negli anime di Lupin III. Insegna inoltre doppiaggio presso la Voice Art Dubbing. Palumbo ha partecipato al doppiaggio inglese (diretto da Francesco Vairano) del film Pinocchio (2019) di Matteo Garrone, doppiando il personaggio di Geppetto, interpretato da Roberto Benigni. 

## Doppiaggio

### Cinema
- Sean Bean in Tom & Thomas - Un solo destino, Cash Game - Paga o muori, Age of Heroes, Cleanskin
- Gary Sinise in Omicidio in diretta, Mission to Mars, Trappola criminale
- James Nesbitt in Lo Hobbit - Un viaggio inaspettato, Lo Hobbit - La desolazione di Smaug, Lo Hobbit - La battaglia delle cinque armate
- Martin Donovan in Il fondamentalista riluttante, Sabotage
- Graham McTavish in Creed - Nato per combattere
- Billy Bob Thornton in Friday Night Lights, Eagle Eye
- Mario Van Peebles in Carlito's Way - Scalata al potere, Across the Line
- Lionel Abelanski in Troppo amici, Due agenti molto speciali
- Branko Đurić in No Man's Land, Triage
- Tim McInnerny in Severance - Tagli al personale, The End
- Dylan Smith in Total Recall - Atto di forza
- William Fichtner in Armageddon - Giudizio finale
- Jon Favreau in Ti odio, ti lascio, ti...
- Lee Pace in The Good Shepherd - L'ombra del potere
- Matt Craven in Déjà vu - Corsa contro il tempo
- Peter Stormare in Ritorno alla vita
- Lea Coco in Sinister 2
- Keith Carradine in Cowboys & Aliens
- Holmes Osborne in Election
- Peter Sarsgaard in I misteri di Pittsburgh
- Jon Stewart in The Faculty
- Idris Elba in 28 settimane dopo
- David Koechner in La concessionaria più pazza d'America
- Steve Buscemi in Kansas City
- Julian Richings in Shoot 'Em Up - Spara o muori!, Polar
- Al Sapienza in Gangster Land
- Cliff Curtis in Al di là della vita
- Mark Strong in Good - L'indifferenza del bene
- Chris Penn in Una vita al massimo
- Jim Byrnes in La figlia del mio capo
- Stellan Skarsgård in City of Ghosts
- Linus Roache in The Chronicles of Riddick
- Max Baker in Constantine
- Bill Nunn in Extreme Measures - Soluzioni estreme
- Michael Imperioli in The Call
- Antonio de la Torre in Gli amanti passeggeri
- Stanley Tucci in Spin, The King's Man - Le origini
- David Morrissey in Nowhere Boy
- Christian Charmetant in Tutti pazzi in casa mia
- Lenny James in Get on Up - La storia di James Brown
- Adam LeFevre in Arthur e il popolo dei Minimei
- Daniel Vivian in The Perfect Husband
- Moon Sung-keun in In Another Country
- Mathieu Kassovitz in Knockout - Resa dei conti
- Juan Fernández in Hell - Esplode la furia
- Chris Potter in Missione tata
- Danny Aiello in C'era una volta in America (ed.2003)
- Alan Steele in The Next Three Days
- Paul Borghese in Cose nostre - Malavita
- Michael Berry Jr. in La maledizione della prima luna, 13 - Se perdi... muori
- Bruce Altman in La frode
- Simon Armstrong in Killer Elite
- Shea Whigham in Il lato positivo - Silver Linings Playbook
- Justin Theroux in Zoolander 2
- Adam Brown in Pirati dei Caraibi - La vendetta di Salazar
- Mike Cerrone in Io, me & Irene
- Gō Ayano in Lupin III
- Denis Podalydès in La belle époque e La vita è una danza
- Roberto Benigni in Pinocchio (film 2019, versione inglese)
- Lily Franky in Un affare di famiglia
- Karl Markovics in Resistance - La voce del silenzio
- Ted King in Oppenheimer
- Cotter Smith in Rustin
- Vincent D'Onofrio in Lift e I Magnifici Sette
- Sabri Saad El-Hamus in Crypto Boy
- Jabran Aljabran in Naga
- Denis Podalydès in Making of
- Arswendy Bening Swara in The Shadow Strays
- Steef Cuijpers in Almost Cops

### Film d'animazione
- Goemon Ishikawa XIII in Lupin III - La pietra della saggezza (quarto doppiaggio), Lupin III - Il castello di Cagliostro (terzo doppiaggio), Lupin III - La cospirazione dei Fuma, Lupin e le profezie di Nostradamus, Lupin III - Trappola mortale, Lupin Terzo vs Detective Conan, Lupin the IIIrd - Ishikawa Goemon getto di sangue, Lupin III - The First, negli OAV Lupin III - Il ritorno del mago, Lupin III - Green vs Red e negli special televisivi Lupin III - Bye Bye Liberty: Scoppia la crisi!, Lupin III - Il mistero delle carte di Hemingway, Lupin III - Ruba il dizionario di Napoleone!, Lupin III - Il tesoro degli zar, Lupin III - Viaggio nel pericolo, Lupin III - Spada Zantetsu, infuocati!, Lupin III - Il segreto del Diamante Penombra, Lupin III - Walther P38, Lupin III - Tokyo Crisis: Memories of Blaze, Lupin III - L'amore da capo: Fujiko's Unlucky Days, Lupin III - 1$ Money Wars, Lupin III - Alcatraz Connection, Lupin III - Episodio: 0, Lupin III - Un diamante per sempre, Lupin III - Tutti i tesori del mondo, Lupin III - Le tattiche degli angeli, Lupin III - La lacrima della Dea, Lupin III - L'elusività della nebbia, Lupin III - La lampada di Aladino, Lupin III vs Detective Conan, Lupin III - L'ultimo colpo, Lupin III - Il sigillo di sangue, la sirena dell'eternità, Lupin III - La pagina segreta di Marco Polo, Lupin III - La principessa della brezza: La città nascosta nel cielo, Lupin III - La partita italiana, Lupin III - Addio, amico mio, Lupin III - Prigioniero del passato
- William Dalton in Lucky Luke e la più grande fuga dei Dalton, Lucky Luke (ridoppiaggio), Lucky Luke - La ballata dei Dalton (ridoppiaggio), La grande avventura dei Dalton
- Bassotto 2 in Topolino, Paperino, Pippo: I tre moschettieri
- Toro Bob in Mucche alla riscossa
- Automatix in Asterix e il regno degli dei
- Giuda in Giuseppe - Il re dei sogni
- Carl L'Aqulia in Angry Birds 2 - Nemici amici per sempre
- Herve in Barbie - La principessa e la povera
- Slyder in Barbie e il castello di diamanti
- Jeremy Fisher in Peter Rabbit, Peter Rabbit 2 - Un birbante in fuga
- Professor Sato in Ultraman: Rising

### Serie televisive
- Naveen Andrews in Lost, C'era una volta nel Paese delle Meraviglie, Instinct
- Reed Diamond in Journeyman, Once Upon a Time in Wonderland
- Peter Woodward in Fringe
- Beau Bridges in Apocalypse - L'apocalisse
- David Proval, Steve Schirripa, Michael Rispoli e Joseph Siravo ne I Soprano
- Colin Ferguson in Eureka
- Michael Bowen in Breaking Bad
- Lester Dawson in Austin & Ally
- Navid Negahban in Person of Interest
- Klaus Tange in Tribes of Europa
- William Fichtner in Invasion
- Ashraf Barhom in Tyrant
- Arliss Howard in True Blood
- Patrick Malahide in Il Trono di Spade
- Brían F. O'Byrne in Brotherhood - Legami di sangue
- Kam Fong Chun in Hawaii Five-0
- James Lesure in Tris di cuori
- Jean Claude Caron in Commissario Navarro
- Andreas Wimberger in Un ciclone in convento
- Bryan Batt in Scream
- Robinson Diaz in El Cartel - Amore e narcotraffico
- Ken Hanes in Beautiful
- Anibal Soto in Cuore ribelle
- Ian Tracey in The 100
- Jeff Perry in Daily Alaskan
- Ruben Santiago-Hudson in East New York
- Cotter Smith in House of Cards - Gli intrighi del potere
- Joel Stoffer in Stranger Things
- Kamil al-Basha in Rapina e fuga
- C. S. Lee in Avatar - La leggenda di Aang
- Leer Leary in Fallout
- Hüseyin Avni Danyal in Segreti di famiglia
- Kōichi Satō in Like a Dragon: Yakuza
- Christian Camargo in Dexter

### Serie animate
- Goemon Ishikawa XIII in Lupin the Third - La donna chiamata Fujiko Mine, Lupin III - L'avventura italiana, Lupin III - Ritorno alle origini
- Jeager in Ultimate Muscle
- William Dalton in Le nuove avventure di Lucky Luke, I Dalton
- Cikatro Vizago in Star Wars Rebels
- Gale in Last Exile
- Koh e A.I. in Full Metal Panic!
- Olivis e Dusolier in Eat-Man
- Humphrey in L'apprendista Babbo Natale
- Balthasar in I misteri di Providence
- Phaedon in L'ombra degli Elfi
- Crapulos in Elisir di lunga strizza
- Wayzz in Miraculous - Le storie di Ladybug e Chat Noir
- Sidney in Magiki
- Zant-Tanz in LEGO Ninjago: La rivolta dei draghi
- Michael Connor e Sillad in Solo Leveling

### Videogiochi
- Alcuni scagnozzi in Bolt (2008)[3]
- Yondu Udonta in Disney Infinity 2.0 (2014)[4]
- Eno Cordova in Star Wars Jedi: Fallen Order (2019),[5] Star Wars Jedi: Survivor (2023)[6]
- Sensei Ishikawa in Ghost of Tsushima (2020)[7]
- Skippy in Cyberpunk 2077 (2020)[8]
- Odino in God of War: Ragnarök (2022)[9]
- Edan, lettera fradicia, Oisin, Oskar e voce narrante in Diablo IV (2023)[10]
- Ferda, cavaliere delle tenebre perpetue, Bohumil, Bernard, Fredric, abate in Final Fantasy XVI (2023)[11]
- Ernesto in Indiana Jones e l'antico cerchio (2024)[12]
- Tarman in Death Stranding 2: On the Beach (2025)[13]